# 赵炳南
赵炳南（1899年—1984年），原名德明，男，回族，祖籍山东德州，生于直隶宛平，中国中医外科专家，曾任第四、五、六届全国人大代表。